# Erkerode
Erkerode település Németországban, azon belül Alsó-Szászország tartományban. Lakosainak száma 845 fő (2023. december 31.). Erkerode Sickte községgel határos.

## Népesség
A település népességének változása:
| Lakosok száma | 923  | 928  | 909  | 864  | 859  | 845  |
|               | 2016 | 2017 | 2019 | 2021 | 2022 | 2023 |